# 岩﨑大昇
岩﨑 大昇（いわさき たいしょう、2002年〈平成14年〉8月23日 - ）は、日本の歌手、俳優、タレント。ジュニア内男性アイドルグループ・KEY TO LITのメンバー。
栃木県宇都宮市生まれ、神奈川県横浜市出身。STARTO ENTERTAINMENT所属。
姓の「﨑」は異体字のいわゆる「たつさき」であるが、JIS X 0208に収録されていないため、旧字体等の使用に制限がある一部メディアでは新字体が含まれた岩崎 大昇（いわさき たいしょう）に修正して表記される。

## 来歴
母親が履歴書を送り、オーディションを経て2015年5月2日にジャニーズ事務所に入所。
2015年10月、『Myojo』でHiHi JETのメンバーとして誌面掲載されたが、2016年3月 - 7月にはClassmate Jとして活動していた。2016年11月、ジャニーズJr.内ユニット・東京B少年（のちに「Sexy美少年」、「美 少年」に改名）のメンバーに選ばれる。
2020年11月、『ELF The Musical』で舞台単独初主演をつとめる。
2025年2月16日に美 少年が事実上の解散。ジュニア内男性アイドルグループ・KEY TO LITの結成が発表され、メンバーに選ばれる。
2025年6月9日、バラエティー番組『ラヴィット!』（TBS）の生放送中に転倒し、右手首を骨折して全治6週間のけがを負う。

## 人物
両親、3つ上の姉の4人家族。
尊敬する先輩は木村拓哉、嵐の二宮和也。
歌唱力に定評があり、コンサートのソロコーナーでは美空ひばりなど演歌も披露する。
ジャニー喜多川には「将軍」とあだ名をつけられた。

## 出演
ユニットとしての出演はClassmate J#出演、美 少年#出演を参照。

### テレビドラマ
- 恋の病と野郎組（2019年7月20日 - 9月21日、BS日テレ） - 主演・六反田陽汰 役（ジャニーズJr.として主演）[18][19]
  - 恋の病と野郎組 Season2（2022年1月25日 - 3月29日、日本テレビ） - 主演・六反田陽汰 役[20]
- 真夏の少年〜19452020（2020年7月31日 - 9月18日、テレビ朝日） - 主演・風間竜二 役（美 少年として主演）[21]
- ザ・ハイスクール ヒーローズ（2021年7月31日 - 9月18日、テレビ朝日） - 主演・真中大成 / アカヒーロー 役（美 少年として主演）[22][23]
- 金田一少年の事件簿（2022年4月24日 - 7月3日、日本テレビ） - 佐木竜太 役[24][25]
- トモダチゲームR4 第3話 - 最終話（2022年8月6日 - 9月10日、テレビ朝日） - 主演・門倉十蔵 役（美 少年として主演）[26]
- 春は短し恋せよ男子。（2023年4月25日 - 6月27日、日本テレビ） - 主演・日高太陽 役（美 少年として主演）[27]
- 秀吉、スタートアップ企業で働く（2023年9月9日、テレビ東京） - 主演・木下藤吉郎 役（曽田陵介とのW主演）[28]

### テレビ番組
- Jr.選抜！標への道（2018年7月2日・9日・11日・16日、日本テレビ）[29][30]
  - 「おうし座のO型BOY」 - 大昇 役
  - 「しし座のA型BOY」 - 大昇 役
- ラヴィット!（TBSテレビ）
  - 「ラヴィット!ファミリー」月曜担当（2023年1月9日[注釈 1] - 3月27日[32]・2024年4月8日[注釈 2] - 6月24日[34])
  - 「ラヴィット!ファミリー」水曜担当（2024年1月10日 - 3月27日）[35]
  - 「ラヴィット!ファミリー」木曜担当（2024年7月4日 - 9月26日）[36]
- 超多様性トークショー!なれそめ（2023年4月7日 - 9月22日、NHK Eテレ / 10月2日 - 12月11日、NHK 総合） - 週替わりレギュラー[37]

### テレビ番組(ゲスト出演)
- 痛快TVスカッとジャパン 胸キュンスカッと「恋の化学反応」（2021年1月25日、フジテレビ） - 成瀬樹 役[38]
- 太田上田 「美 少年　岩﨑大昇がやってきた編」（2022年7月6日、中京テレビ）[39]

### テレビアニメ
- クレヨンしんちゃん「『裸の少年』がきたゾ」（2019年8月2日、テレビ朝日） - 岩崎大昇（本人） 役[40]

### 舞台
- 少年たち そして、それから・・・（2018年9月7日 - 28日、日生劇場）[41][42]
- ELF The Musical（2020年11月12日 - 22日、新国立劇場 中劇場） - 主演・バディ 役[43][44]
- トンカツロック（2024年4月19日 - 26日、大阪松竹座 / 5月4日 - 19日、新橋演舞場 / 5月23日 - 27日、御園座 / 6月1日・2日、本多の森北電ホール）- 主演・篠崎優 役（金指一世、那須雄登とトリプル主演）[45]
- ニュージーズ（2024年10月9日 - 29日、日生劇場 / 11月3日 - 4日、兵庫県立芸術文化センターKOBELCO大ホール / 11月9日 - 11日、福岡サンパレスホテル&ホール コンサートホール） - 主演・ジャック 役[46][47]

### コンサート
- マイナビ サマステライブ2023 俺たちがミライだ!!（2023年8月15日、EX THEATER ROPPONGI） - PAISEN応援隊として出演[48][49]

### イベント
- LOVE IT!ROCK 2024（2024年8月24日、国立代々木競技場第一体育館）[50]
  - LOVE IT!ROCK 2025 （2025年8月23日〈予定〉、国立代々木競技場 第一体育館）[51]
- 駆アガル！〜あべこべ男子に憧れて〜（2025年3月22日・23日、ぴあアリーナMM）[52]

## 作品
- We’re gonna be a star[53]（詞・曲：岩﨑大昇） - JASRAC作品コード：299-4346-9